# 国道20号線 (ベトナム)

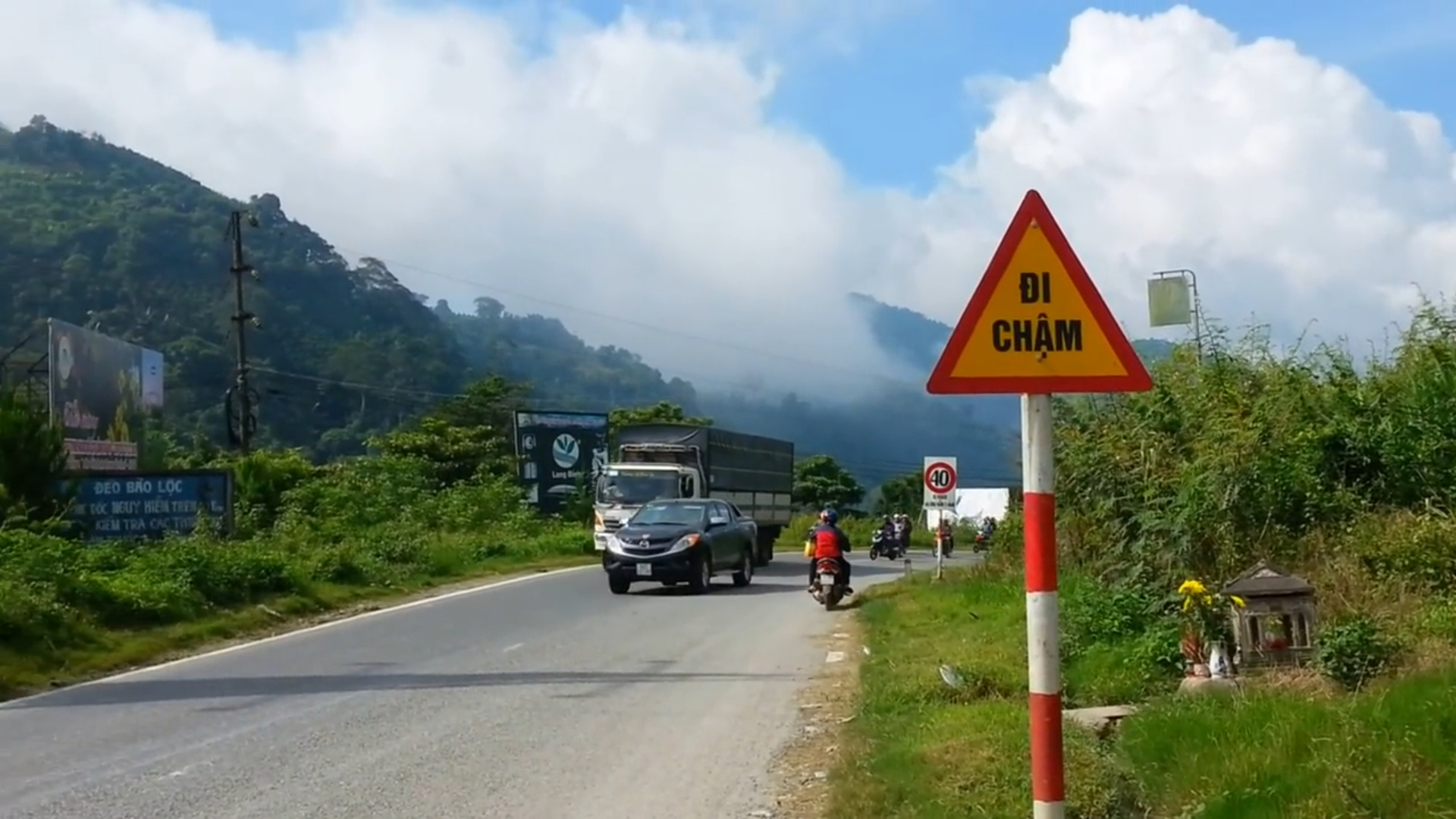
国道20号線上のバオロク峠

国道20号線（こくどう20ごうせん、ベトナム語：Quốc lộ 20 / 國路20?）は、ベトナムドンナイ省トンニャット県からラムドン省ダラットへ至るベトナムの一般国道である。1933年に建設された国道20号線は、バオロクを含む多くの急坂を持っており、ドンナイ省とラムドン省の2つの省の領域を通過する。しかし、国道20号線は平野、低い高原、高度100~1,500mに達する高原などの地形が最も多く分布している路線である。交差している主な道路は国道1号線と国道27号線がある。総延長は264km。